# Землетрясение в Фукусиме (2011)
Землетрясение в префектуре Фукусима 2011 года (яп. 福島県浜通り地震 фукусимакэн хамадо:ри дзисин, «землетрясение Фукусима−Хамадори») — сильное землетрясение с магнитудой 6,6 Mw, которое произошло 11 апреля в 17 часов 16 минут по местному времени. Эпицентр землетрясения располагался на территории острова Хонсю в 17 км к юго-юго-западу от поселения Исикава и в 161 км к северо-востоку от столицы Японии — Токио, а мелкофокусный гипоцентр залегал на глубине 11 км. Данное землетрясение входит в число афтершоков Великого японского землетрясения, являясь самым сильным среди континентальных.
Причиной землетрясения стало сбросовое движение к западу от Иваки, которое, в свою очередь, вызвало многочисленные оползни в соседних горных районах. Было выявлено несколько очагов пожаров, 220 тыс. домов остались без электричества. Несмотря на предупреждение о локальном цунами, не было зарегистрировано каких-либо значительных волн. Хотя землетрясение вызвало небольшие структурные разрушения, погибло семь человек и ещё шесть были ранены. Колебания земной поверхности вызвали реактивацию соседнего геологического разлома, что побудило провести ряд исследований в данном районе.

## Тектоника
Землетрясение Фукусима−Хамадори с магнитудой 6,6 Mw произошло в континентальной части страны 11 апреля 2011 года в 8:16 UTC при глубине очага в 11 км, при этом эпицентральная зона находилась в 36 км к западу от Иваки и в 161 км к северо-востоку от Токио. К востоку от эпицентра океаническая Тихоокеанская плита пододвигается под континентальную Охотскую плиту, на которой располагается большая часть региона Тохоку на острове Хонсю. Возникшее напряжение на границе этих плит привело к развитию неглубоких внутренних разломов вследствие деформации и складкообразования земной коры вдоль восточного побережья Тохоку. Это внутриплитное землетрясение произошло в непосредственной близости от разлома Идосава — небольшого разрыва в районе Хамадори недалеко от муниципалитета Табито, Иваки, который ранее был неактивным.
Исследования в эпицентре землетрясения выявили поверхностный разрыв протяжённостью 11 км с многочисленными тектоническими уступами, вертикальные смещения варьировали от 0,8 до 1,5 м с максимальной размерностью в 2,3 (2,2−2,4) м в деревне Синохира. Локализованное правостороннее 30 см смещение наблюдалось на погружающейся западной стороне разрыва. Сегменты разлома Идосава, связанные с этим поверхностным элементом, были классифицированы как «разлом Синохира» в 2011 году. Ближайший разлом Юнодаке, нормальный разрыв со смещением по падению (сбросовый разрыв) к северо-востоку от разлома Синохира, был пассивным 120—130 тыс. лет, но также претерпел разрывные нарушения в момент землетрясения. Эти наблюдения указывают на то, что землетрясение произошло в результате сбросового движения со сдвиговой компонентой.
Несмотря на дислокацию в другой разломной зоне, данное землетрясение было классифицировано как повторный толчок основного события 11 марта, эпицентр которого располагался в открытом море в 235 км к северо-востоку. Землетрясение с магнитудой 9,0 Mw вызвало распространение сейсмической активности, последовательность афтершоков с магнитудой от 6,0 Mw и более включает 67 событий. Землетрясение Фукусима−Хамадори было самым сильным из афтершоков континентальной части. По предварительным оценкам магнитуда землетрясения колебалась в пределах от 7,0 до 7,1 Mw, но позднее Геологическая служба США (USGS) снизила её до 6,6 Mw. Японское метеорологическое агентство (JMA) оценило магнитуду землетрясения на величину 7,0 Mj, а глубину залегания гипоцентра в 6,4 км.
После данного землетрясения в этот же день последовал ряд мелких толчков в эпицентре с магнитудой от 3,5 Mj и выше. Первый афтершок с магнитудой 5,5 Mw был зафиксирован спустя 3,5 часа после основного события. Мелкофокусное землетрясение с магнитудой 6,0 Mw (6,4 Mj) и ряд толчков с меньшей силой произошли 12 апреля.

## Последствия

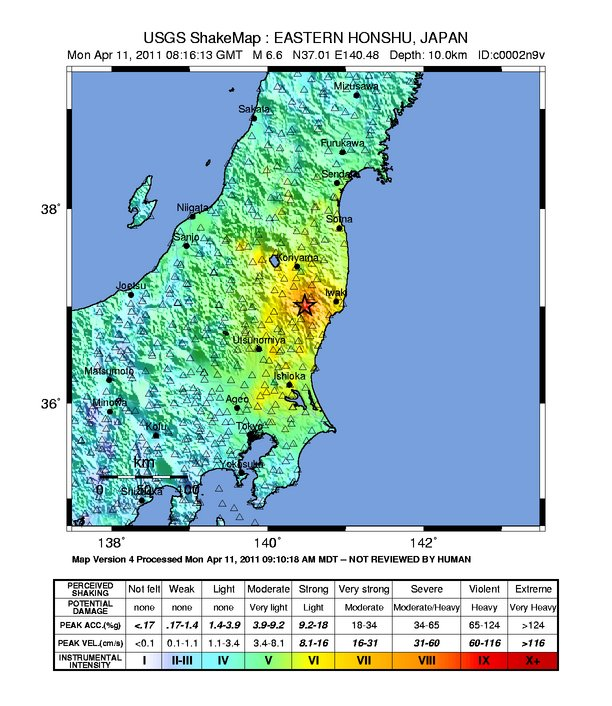
Карта распространения сейсмического воздействия, USGS

Землетрясение произошло во второй половине дня в умеренно заселённом районе префектуры Фукусима, и большинство объектов в зоне эпицентра были устойчивы к сейсмическому воздействию такой силы. Из-за расположенного на малой глубине гипоцентра землетрясения существенные толчки были отмечены в ряде соседних префектур. Наиболее интенсивные движения грунта на фоне очень сильных толчков (VII — по шкале интенсивности Меркалли) были отмечены в городах Иваки, Сиракава, Хокота, ощутимые толчки отмечались широко от эпицентра, затрагивая Иокогаму и Токио. Из-за сейсмического воздействия без электричества остались 220 тыс. домохозяйств, причём наибольшее количество отключений было отмечено в городе Иваки. Рабочих на АЭС Фукусима-1, находившихся на расстоянии 70 км от эпицентра, эвакуировали в безопасное место, а внешние источники питания были отключены. Отключение электричества на короткое время нарушило процесс охлаждения трёх реакторов, но оно было восстановлено в 18:05 по местному времени. Были временно закрыты все взлётно-посадочные полосы в международном аэропорту Токио, в то время как оператор мобильной связи NTT DoCoMo ограничил голосовые вызовы в 14 префектурах после землетрясения. Восточно-Японская железнодорожная компания временно приостановила свои услуги, чтобы перезапустить четыре из пяти высокоскоростных линий; высокоскоростные линии синкансэн других компаний также были приостановлены.
Землетрясение стало причиной нескольких пожаров в Иваки, один очаг был отмечен в посёлке Асакава. Пожарными расчётами было потушено пламя в баке сжиженного газа на заводе Онахама (Daiichi Sankyo). Большая часть структурных повреждений была вызвана точечными оползневыми процессами в горных областях в окрестностях Иваки. Один из оползней раздавил два автомобиля и засыпал три дома в городе, ряд местных жителей оказались в ловушке. В результате данного инцидента погибли два человека. Четыре человека получили тяжёлые ранения и были доставлены в больницу, один из них позднее скончался. На транспортной развязке Иваки−Ибараки № 14 скоростной дороги Jōban, которая проходит от Мисато (Сайтама) до Томии (Мияги), часть дорожного полотна была перекрыта большим оползнем 120×100 м. В муниципалитете Табито (Иваки), расположенном вблизи эпицентра, оползневая структура размером 170×50 м привёла к возникновению завального озера — перекрытия реки естественной плотиной с уровнем воды 15 м и объёмом водохранилища 1000—2500 м3. Значительная деформация земной поверхности со следами воздымания наблюдалась и вокруг самого города Иваки, затронув местные дорожные покрытия, но в общем сохранив их целостность.
В докладе Комитета по изучению землетрясений в сентябре 2011 года подтвердили гибель четырёх человек во время данного сейсмического события. В то время как Геологическая служба США указывает на гибель семерых человек. О гибели семерых и о шести раненых (у троих тяжёлая степень) говорится в докладе Агентства по ликвидации пожаров и последствий стихийных бедствий.

## Предупреждение последствий землетрясения и реакция
Система раннего предупреждения землетрясений была активирована после регистрации продольных сейсмических волн, что дало жителям 6,8 секунд, чтобы укрыться от основного толчка. Существовал риск цунами, учитывая, что местные рыболовецкие судна находились на прибрежном мелководье. Японское метеорологическое агентство выпустило предупреждение о локализованном цунами с двухметровыми волнами, однако, никаких существенных волн зарегистрировано не было, и предупреждение вскоре было отменено. После землетрясения отдел пожарной охраны отправил поисково-спасательные команды и аварийно-спасательные бригады для оказания экстренной помощи и оценки ущерба в области воздействия сейсмических волн. Шесть медицинских бригад в парах по две были отправлены на места в префектурах Канагава, Тиба и Гумма. Бывший премьер-министр Японии Наото Кан отложил запланированную на 17:50 по местному времени конференцию, посвящённую месячной годовщине землетрясения Тохоку и цунами.
Землетрясение Фукусима−Хамадори произошло в регионе с исторически низким уровнем сейсмической опасности; исследования показали, что активность в разломных зонах была вызвана землетрясением Тохоку. С тех пор, как данное землетрясение вызвало реактивацию, были проведены геологические исследования по изучению региональной деформации земной поверхности, распределения осадочных горных пород и оползневой активизации в пределах разломов Синохира и Юнодаке. После землетрясения профессор Яги Хироси от факультета образования, науки и искусств отметил, что «существует вероятность возникновения афтершоков той же магнитуды в ближайшем будущем».